# Maguu
Maguu ist ein Verwaltungsbezirk (Ward) des Distrikts Mbinga in der tansanischen Region Ruvuma.

## Geografie
Maguu liegt im Südwesten von Tansania etwa 25 Kilometer Luftlinie südwestlich der Distrikthauptstadt Mbinga und 20 Kilometer vom Malawisee entfernt. Der größte Ort ist Kinbandai. Der Bezirk grenzt im Norden an Kipapa und Langiro, im Nordosten an Litembo, im Osten an Mbuji, im Süden an Mapera und im Westen an den Bezirk Liuli des Distrikts Nyasa. Bei der Volkszählung 2022 lebten 16.163 Menschen in 4014 Haushalten auf einer Fläche von 64 Quadratkilometern.

## Gliederung
Der Bezirk besteht aus fünf Gemeinden (Mtaa) mit 40 Orten (Kitongoji):
| Maguu - Matuta - Nalwanda - Mheza - Hanga - Kitogota - Mihopa - Kitundu - Komabei - Matungutu - Maguu - Tanga | Kibandai A - Kibandai Ofisini - Mwanyu - Mwakatika - Kimbarakata - Gangi - Mtama - Sokoni - Zomba - Kibandai Sokoni | Mkuka - Lunguja - Njinjo - Mayoka - Ngelenge - Lusonga - Kigangi | Mkuwani - Mbao - Mahilo A - Mahilo B - Magolisa - Muheza - Nambunga | Kibandai Asili - Libagaya - Timba - Kibalila - Kigoti Juu - Kigoti Chini - Ngereka A - Ngereka B - Sokoni |

## Infrastruktur
- Bildung: Im Bezirk liegen vier weiterführende Schulen.[8] Die Maguu Secondary School[9] und die Mkuwani Secondary School[10] sind staatliche Tagesschulen mit einer Ausbildung bis zur 4. Stufe. Die Lukima Secondary School ist eine Privatschule,[11] die St. Luise Secondary School wird von der römisch-katholischen Kirche geleitet und bietet ein Internat und eine Ausbildung bis zur 6. Stufe an.[12]
- Gesundheit: In Maguu gibt es ein privates Gesundheitszentrum,[13] eine staatliche[14] und eine private Apotheke. Diese hat ein angeschlossenes Labor.[15]